# 송어 (가곡)

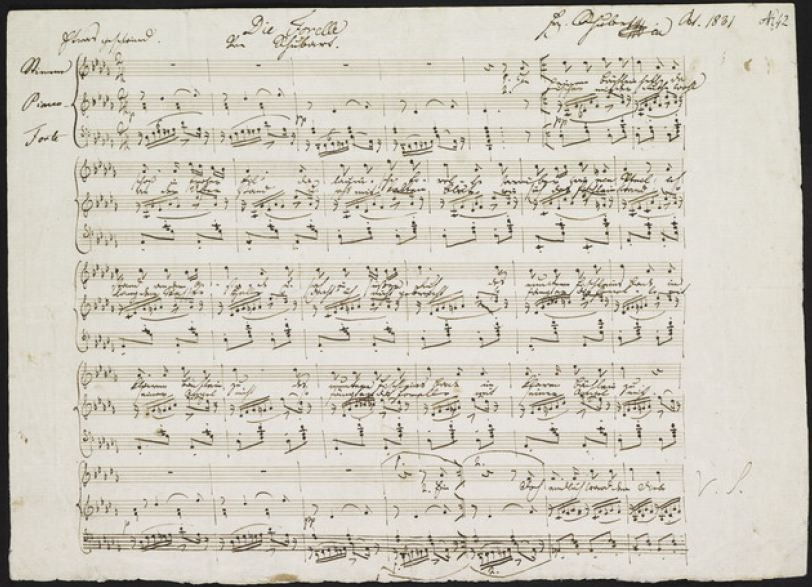
슈베르트의 자필 악보

〈송어〉(독일어: Die Forelle, 영어: The Trout)는 낭만주의 작곡가인 프란츠 슈베르트가 20세가 되던 해인 1817년에 작곡한 가곡이다. 크리스티안 프리드리히 다니엘 슈바르트의 시를 가사로 했다.
이 곡은 2년 뒤 송어 오중주 4악장의 변주곡 주제로 사용되기도 했다.

## 변주곡
〈피아노 5중주곡 송어〉는 슈베르트 작곡한 것으로, 조성은 가장조이며, 작품번호는 114이다. 제4악장에 슈베르트 작곡의 가곡 〈송어〉를 바탕으로 한 변주곡을 지니므로 이렇게 불린다. 이 곡은 슈베르트가 북오스트리아 산지의 작은 도시 슈타이아를 여행중, 당지의 광산업자로 음악애호가인 파움가르트너의 의뢰로 1819년 작곡된 것이다. 보통 피아노 5중주라고 하면 현악 4중주에 피아노가 추가되는 것이 상례이나, 이 곡에서는 제2바이올린 대신 콘트라베이스를 사용하고 있다.